# Pirkanmaa
Koordinaten: 61° 42′ N, 23° 43′ O
Pirkanmaa [ˈpirkɑnmɑː] (schwedisch Birkaland) ist eine der 19 Landschaften Finnlands. Sie liegt im Binnenland und grenzt an Satakunta, Päijät-Häme, Kanta-Häme, Südösterbotten sowie an Varsinais-Suomi. Historisch gehört der Westteil von Pirkanmaa zu Satakunta, der Ostteil zu Häme. Von 1997 bis 2009 gehörte Pirkanmaa zur Provinz Westfinnland, zuvor bildete sie mit Kanta-Häme und Päijät-Häme die Provinz Häme. Verwaltungssitz und größte Stadt der Landschaft ist Tampere.

## Wappen
Beschreibung des Wappens: Im goldenen Schild trennt der Eisenhutschnitt das rote Schildhaupt.

## Gemeinden

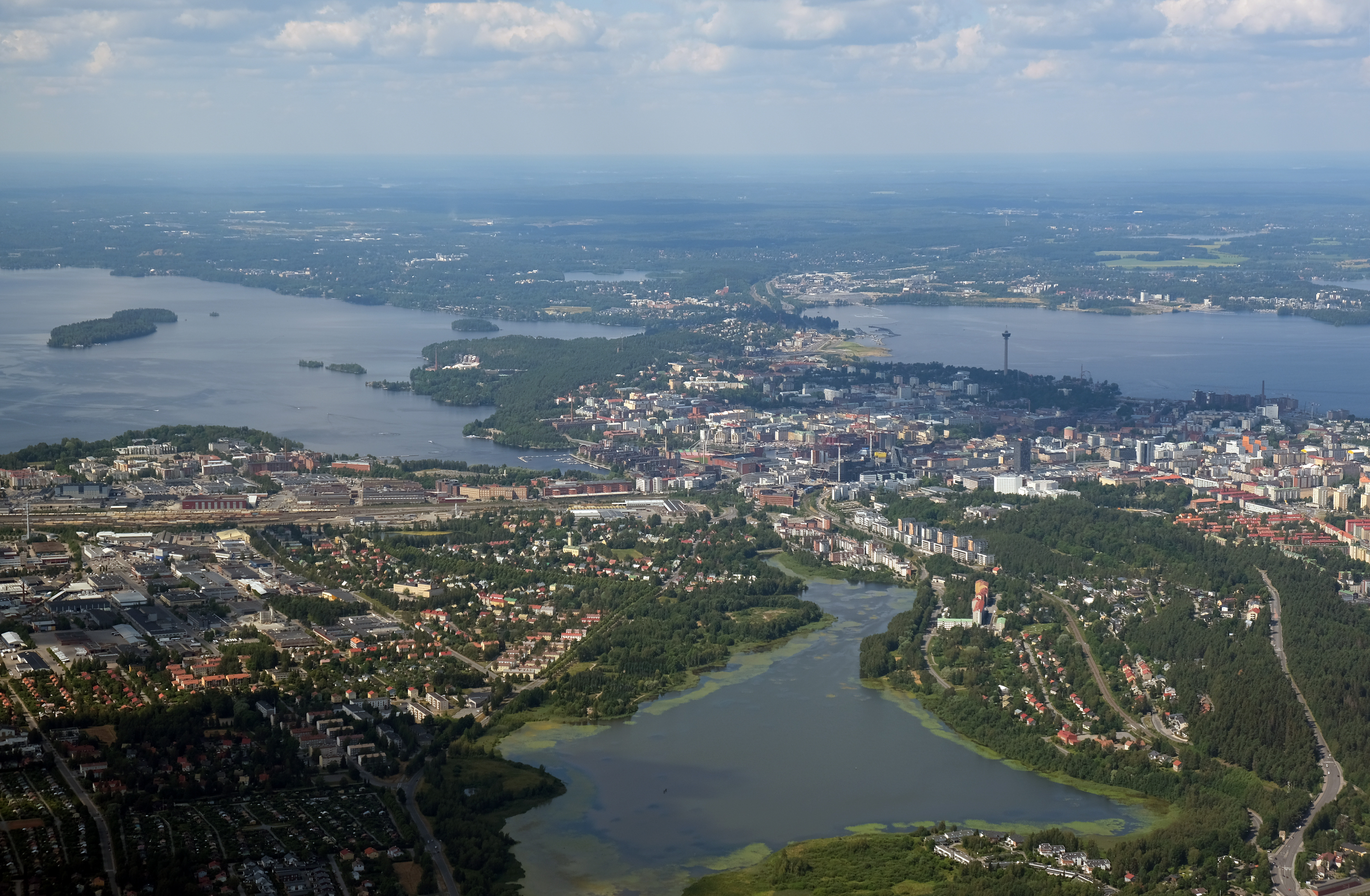
Tampere

Zu Pirkanmaa gehören 22 Gemeinden, von denen elf Städte (fettgedruckt) sind. Einwohnerzahlen zum 31. Dezember 2022:
| 1. Akaa (16.473) 2. Hämeenkyrö (10.257) 3. Ikaalinen (6.804) 4. Juupajoki (1.768) 5. Kangasala (32.959) 6. Kihniö (1.771) 7. Lempäälä (24.580) 8. Mänttä-Vilppula (9.360) 9. Nokia (35.346) 10. Orivesi (8.935) 11. Pälkäne (6.347) | 1. Parkano (6.240) 2. Pirkkala (20.405) 3. Punkalaidun (2.675) 4. Ruovesi (4.114) 5. Sastamala (23.734) 6. Tampere (249.009) 7. Urjala (4.569) 8. Valkeakoski (20.703) 9. Vesilahti (4.501) 10. Virrat (6.395) 11. Ylöjärvi (33.607) |  |

## Religion
Die Kirche Heilig Kreuz in Tampere ist die einzige katholische Kirche in der Landschaft Pirkanmaa.